# Mexcala namibica
Mexcala namibica là một loài nhện trong họ Salticidae.
Loài này thuộc chi Mexcala. Mexcala namibica được Wanda Wesołowska miêu tả năm 2009.